# Apodolirion macowanii
Apodolirion macowanii är en amaryllisväxtart som beskrevs av John Gilbert Baker. Apodolirion macowanii ingår i släktet Apodolirion och familjen amaryllisväxter. Inga underarter finns listade i Catalogue of Life.